# 31 f.Kr.
| 31 f.Kr.           |
| ------------------ |
| Dødsfald - Fødsler |

## Begivenheder
- Gaius Julius Cæsar Octavianus bliver romersk konsul for tredje gang. Hans partner er Marcus Valerius Messalla Corvinus
- 2. september – Romerske borgerkrig: Søslaget ved Actium – Ud for Grækenlands vestlige kyst, sejre Octavian over Marcus Antonius og Cleopatra
- Masada-fæstningen bliver fuldendt.